# Fábry Péter István
 Fábry Péter István  (Budapest, 1949. április 19.–) alkalmazott grafikus; fotóművész, filmrendező.

## Élete
A Képzőművészeti Főiskolán 1971-ben végzett, Budapesten. Baselben Broncolor Workshop fotós mesterdiplomát szerzett. Plakátterveit és fotósorozatait 1979-től több hazai és nemzetközi díjjal jutalmazták.
1996-97-ben André Kertész-ösztöndíjjal Párizsban dolgozott. 1974-1978 között
az Orfeo együttes fénytervezőjeként működött.
1982-ben, Nyom nélkül (film, 1993) címmel játékfilmet is rendezett.
Tervező grafikusként és fotósként is dolgozott. Fotóművészeti alkotásai megtalálhatók a lausanne-i Musée de l’Élisée múzeumban, a kecskeméti Magyar Fotóművészeti Múzeumban és a Szombathelyi Képtárban.
Reklámok, kommunikációs anyagok grafikai tervezésével és alkalmazott fotók készítésével foglalkozott. Az Ez a Divat magazin egyik állandó fotósa is volt.

## Egyéni kiállítások
- 1996 • Magyar Intézet, Párizs
- 1999 • Párizsi képek I., Mai Manó Galéria, Budapest

## Válogatott csoportos kiállítások
- Napforduló, Néprajzi Múzeum, Budapest • Ou est, kelet-európai vándorkiállítás, M. de l'Elysée, Lausanne.
- Művek közgyűjteményekben
- M. de l'Elysée, Lausanne • Magyar Fotográfiai Múzeum, Kecskemét

## Főbb művei
- 1974-78 • Orfeo együttes, mozgásszínházi fénytervezés, világítástechnika
- 1976 • Elégia egy kontinensért, fotókollázs animációra épülő kisfilm terv., kivitelezés, rend., Pannónia Filmstúdió
- 1978 • Térmetszés, kísérleti játékfilm, rend., BBS
- 1982 • Nyom nélkül, játékfilm, Hunnia Filmstúdió
- 1983-tól • Portréfotók színészekről, közéleti személyiségekről. Szintén 1983-tól Fotóművészeti Galéria, Főfotó, Állami Szervezéstani Intézet, Viking Harisnyagyár arculattervezése.
- 1989-90 • TERIMPEX, a nyugat-európai termékkat. grafikai tervezését, élelmiszeripari termékfotókat és csendéleteket készít.
- 1989 • Barnaby's Picture, London • Sipapress, Párizs • Transglobe Contrast, Bécs háttérfotói ~ munkái.
- 1990-től műtárgyfotókat is készít, többek között Csontváry, Rippl-Rónai, Mészöly, Ferenczy Károly és El Kazovszkij munkáiról.